# ワンス・アポン・ア・タイム・イン・東京
『ワンス・アポン・ア・タイム・イン・東京』（ワンス アポン ア タイム インとうきょう）は楡周平による日本の小説。
『小説現代』（講談社）にて2004年7月号から2007年4月号まで不定期に全16回連載された。2010年1月から3月にテレビ朝日系列でテレビドラマ化された。同年3月、ドラマの続編となる「血戦 ワンス・アポン・ア・タイム・イン東京2」が書き下ろし100冊の1作として刊行される。

## あらすじ
1969年、東京大学安田講堂攻防戦に参加した女性活動家・有川三奈と、偶然彼女と知り合った苦学生・白井眞一郎は、互いに愛し合うも、やがて別々の道を歩んでいく。
それから30年の時が流れ、大病院の経営者となった三奈と大蔵官僚から与党の政調会長まで登り詰めた眞一郎は、三奈の息子・崇と眞一郎の娘・尚子の見合いの席で、運命の再会を果たす。

## テレビドラマ
『宿命 1969-2010 -ワンス・アポン・ア・タイム・イン・東京-』（しゅくめい いちきゅうろくきゅうにいぜろいちぜろ ワンス アポン ア タイム インとうきょう））は、2010年1月15日から3月12日まで、ABC・テレビ朝日の共同制作により、テレビ朝日系列で毎週金曜日21:00 - 21:54に放送された連続テレビドラマ。主演は北村一輝。
北村は本作が連続テレビドラマ初主演となる。

### キャスト

#### 有川家
- 有川崇 - 北村一輝（幼少時代：林凌雅）
- 有川三奈 - 真野響子
- 有川和裕 - 田中健
- 有川透 - 細田よしひこ

#### 笹山家
- 笹山宣子 - 小池栄子
- 笹山太一 - 森次晃嗣

#### 白井家
- 白井尚子 - 上原美佐
- 白井眞一郎 - 奥田瑛二
- 白井亜希子 - 藤井美菜
- 白井逸子 - 松坂慶子（特別出演）

#### ゲスト

##### 第1話 「運命の日」
- 国枝芳史（財務次官） - 矢島健一（第2-3・最終話）
- 長妻良明 - 皆川猿時（第2-4話）
- 八尋秘書 - 隆大介（第2-3、5-最終話）
- 佐藤主査（財務省若手官僚） - 髙橋洋（第2-4・6-7話）
- 福本主査（財務省若手官僚） - 松尾政寿（第2-4・6-7話）
- 原口由加里 - 別府あゆみ（第4・6話）
- 岡内眞一郎（白井の青年時代） - 山内基寛（第2-3話）
- 石野（私立探偵）- 井之上チャル

##### 第2話 「慰謝料2000万円の罠…女の復讐」
- 渡辺茂（財務大臣） - 立川三貴（第3・6話）
- 小野内科部長 - 小須田康人
- 柳田事務長 - 戸井田稔
- 依田美佐子（三奈の娘時代） - 水崎綾女（第3・7-最終話）

##### 第3話 「出生の秘密」
- 時任良和（記者） - 山田純大（第6-最終話）
- 料亭の女将 - 福井裕子（第4話）

##### 第4話 「女の全てを奪う罠」
- 山瀬俊介 - 三上市朗（第5-6・最終話）
- 村越（銀行支店長） - 田窪一世
- 岩田刑事 - 不破万作
- 河村刑事 - 市野世龍
- 須田菊枝 - 村上玲子
- 中村運転手 - 草野速仁
- 女子行員（銀行の受付） - 海山真央

##### 第5話 「破滅のプロポーズ」
- 滝沢総理大臣 - 若林豪（第6話-最終話）

##### 第6話 「歓喜と絶望の妊娠」
- 田辺医師 - 山田明郷
- 菅谷医師 - 近江谷太朗
- 看護師 - 大櫛エリカ

##### 第7話 「最終章〜血の結末」
- 長谷部幹事長 - 山下真司（最終話）

##### 最終話 「決戦! 血の密約」
- 滝沢公弘（総理の次男） - 黄川田将也
- 兵藤（編集長） - 久保酎吉
- 記者 - 俵木藤汰
- カメラマン - 岡田吉弘

### スタッフ
- 原作 - 楡周平「ワンス・アポン・ア・タイム・イン・東京」（講談社刊）
- 脚本 - 坂上かつえ
- 音楽 - 長谷部徹、Audio Highs
- 演出 - 内片輝（ABC）、遠藤光貴（THE WORKS）、茂山佳則（泉放送制作）
- 主題歌 - ポルノグラフィティ「瞳の奥をのぞかせて」（SME Records、2010年2月10日発売）
- 音楽プロデュース - 石井和之
- 技術協力 - ビデオスタッフ
- 美術協力 - アックス
- スタジオ - 緑山スタジオ・シティ
- チーフプロデューサー - 森山浩一（ABC）
- プロデューサー - 柴田聡（ABC）、島川博篤（テレビ朝日）、佐藤毅（東宝）
- 協力プロデューサー - 小橋智子（テレパック）
- 制作協力 - 泉放送制作
- 制作 - ABC・テレビ朝日・東宝

### 放送日程
| 各話                                                      | 放送日        | サブタイトル                | 演出     | 視聴率 |
| --------------------------------------------------------- | ------------- | --------------------------- | -------- | ------ |
| 第1話                                                     | 2010年1月15日 | 運命の日                    | 内片輝   | 8.4%   |
| 第2話                                                     | 2010年1月22日 | 慰謝料2000万円の罠…女の復讐 | 内片輝   | 7.2%   |
| 第3話                                                     | 2010年1月29日 | 出生の秘密                  | 遠藤光貴 | 7.4%   |
| 第4話                                                     | 2010年2月05日 | 女の全てを奪う罠            | 遠藤光貴 | 5.3%   |
| 第5話                                                     | 2010年2月19日 | 破滅のプロポーズ            | 茂山佳則 | 5.3%   |
| 第6話                                                     | 2010年2月26日 | 歓喜と絶望の妊娠            | 内片輝   | 6.4%   |
| 第7話                                                     | 2010年3月05日 | 最終章〜血の結末            | 内片輝   | 7.1%   |
| 最終話                                                    | 2010年3月12日 | 決戦! 血の密約              | 遠藤光貴 | 7.9%   |
| 平均視聴率 6.9%（視聴率は関東地区・ビデオリサーチ社調べ） |               |                             |          |        |

- 2010年2月12日は『ミュージックステーション1000回記念SP』のため休止。

### 遅れネット局
- 山陰放送（TBS系列） - 2010年5月24日から平日帯として放映開始。
- 宮崎放送（TBS系列） - 2010年7月24日から9月13日まで毎週月曜日15:00 - 15:55に放映。
- 富山テレビ（フジテレビ系列） - 2010年10月29日から毎週金曜日25:40 - 26:35として放映開始。

| 朝日放送・テレビ朝日共同制作・テレビ朝日系列 金曜9時枠の連続ドラマ  | 朝日放送・テレビ朝日共同制作・テレビ朝日系列 金曜9時枠の連続ドラマ              | 朝日放送・テレビ朝日共同制作・テレビ朝日系列 金曜9時枠の連続ドラマ |
| 前番組                                                              | 番組名                                                                          | 次番組                                                             |
| ------------------------------------------------------------------- | ------------------------------------------------------------------------------- | ------------------------------------------------------------------ |
| アンタッチャブル 〜事件記者・鳴海遼子〜 （2009.10.16 - 2009.12.18） | 宿命 1969-2010 ワンス・アポン・ア・タイム・イン・東京 （2010.1.15 - 2010.3.12） | 警視庁失踪人捜査課 （2010.4.16 - 2010.6.11）                       |